# Lengyel Béla (költő)
Lengyel Béla (? – ?) erdélyi magyar költő. Egy versének keltezése szerint Máramarosszigeten élt. Két kötete: Versek (Szabados Ede előszavával, Szatmár, 1903); Őszi színek (Székelyudvarhely, 1927). Második kötetének hátlapján közli, hogy készen áll Viharban c. trilógiája a békéről, háborúról és forradalomról, valamint Muzsikál a vér c. társadalmi regénye is "sajtó alatt" van.